# Gil Mossinson
Gil Moshe Mossinson (in ebraico גילי מוסינזון‎?; Tel Aviv, 29 settembre 1978) è un ex cestista israeliano.